# ميغيل رودارتي
ميغيل رودارتي (بالإسبانية: Miguel Rodarte) مواليد (21 يوليو، 1971) مُمثل مكسيكي، ولد في مدينة كولياكان في المكسيك. في سن العاشرة أرسل للدراسة في مدينة كولفير، إنديانا حيث أبدى رغبتهُ بالتمثيل، بدأ بالتمثيل عندما كان بالرابعة عشرة، وظهر في عدة أعمال تلفزيونية وسينمائية. إشتهر بأداءه في مسرحية دون خوان في قصر الفنون الجميلة في مدينة مكسيكو.

## أبرز أعماله

### أعمال تلفزيونية
- 2016: الطريق 35 (2016)
- 12-2010: أبطال الشمال

### أعمال سينمائية
- 2011: إنقاذ الجندي بيريز

## وصلات خارجية
- ميغيل رودارتي على موقع IMDb (الإنجليزية)
- ميغيل رودارتي على موقع قاعدة بيانات الفيلم (الإنجليزية)